# トレメーニコ
トレメーニコ（伊: Tremenico）は、イタリア共和国ロンバルディア州レッコ県ヴァルヴァッローネにある分離集落（フラツィオーネ）。
かつては独立した自治体（コムーネ）であったが、2018年1月1日、イントロッツォ、ヴェストレーノと合併し、新自治体の一部となった。

## 地理

### 位置・広がり
レッコ県北部のコムーネ。県都レッコから北へ24kmの距離にある。

#### 隣接コムーネ
コムーネとしてのトレメーニコは、以下のコムーネと隣接していた。
- カザルゴ
- コーリコ
- デルヴィオ
- ドーリオ
- イントロッツォ
- パニョーナ
- ヴェンドローニョ